# Tanquián de Escobedo
Tanquián de Escobedo är en ort i Mexiko.   Den ligger i kommunen Tanquián de Escobedo och delstaten San Luis Potosí, i den sydöstra delen av landet, 250 km norr om huvudstaden Mexico City. Tanquián de Escobedo ligger 59 meter över havet och antalet invånare är 9 201.
Terrängen runt Tanquián de Escobedo är platt. Runt Tanquián de Escobedo är det ganska tätbefolkat, med 60 invånare per kvadratkilometer. Tanquián de Escobedo är det största samhället i trakten. Trakten runt Tanquián de Escobedo består till största delen av jordbruksmark.